# Kościół Marii Magdaleny w Eberswalde
Kościół Marii Magdaleny (niem. Maria-Magdalenen-Kirche) – luterańska świątynia parafialna w niemieckim mieście Eberswalde. Jest jednym z obiektów znajdujących się na Europejskim Szlaku Gotyku Ceglanego.

## Historia
Pierwszy kościół w tym miejscu poświęcił w 1250 biskup Rutger von Kerkow. W 1285–1333 pod wpływem działalności zakonników z Chorin na jego miejscu wzniesiono trójnawową bazylikę. Świątynia została znacznie zniszczona w 1499 roku w pożarze miasta. Podczas odbudowy powstały freski, z których do dziś zachowały się motywy lilii oraz wizerunek św. Krzysztofa. Od 1542 roku jest świątynią protestancką. W 1606 w prezbiterium wzniesiono barokowy ołtarz główny, który jest świadectwem działalności antykontrreformacyjnej. W 1783 roku zainstalowano organy wzniesione przez Ernsta Marxa z Berlina. W latach 1875–1876 przeprowadzono renowację świątyni, którą nadzorował architekt Hermann Blankenstein. Wymieniono część wyposażenia kościoła, przebudowano XVIII-wieczne organy, dzięki czemu te zyskały neogotycki wygląd.

## Architektura
Świątynia wzniesiona w nurcie gotyku ceglanego, trójnawowa. Posiada układ bazylikowy, w obu nawach bocznych znajdują się empory.

## Galeria

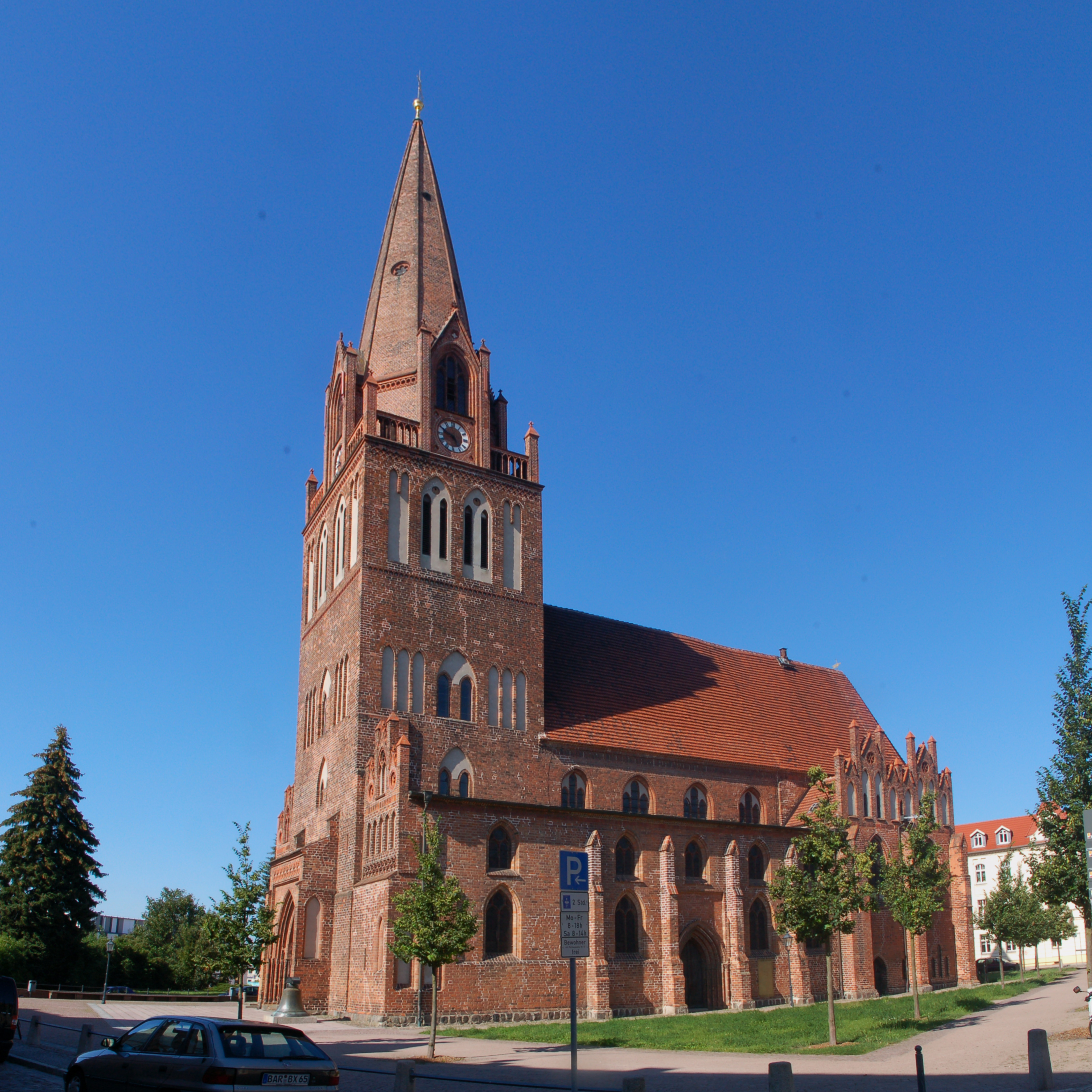
Widok z południa
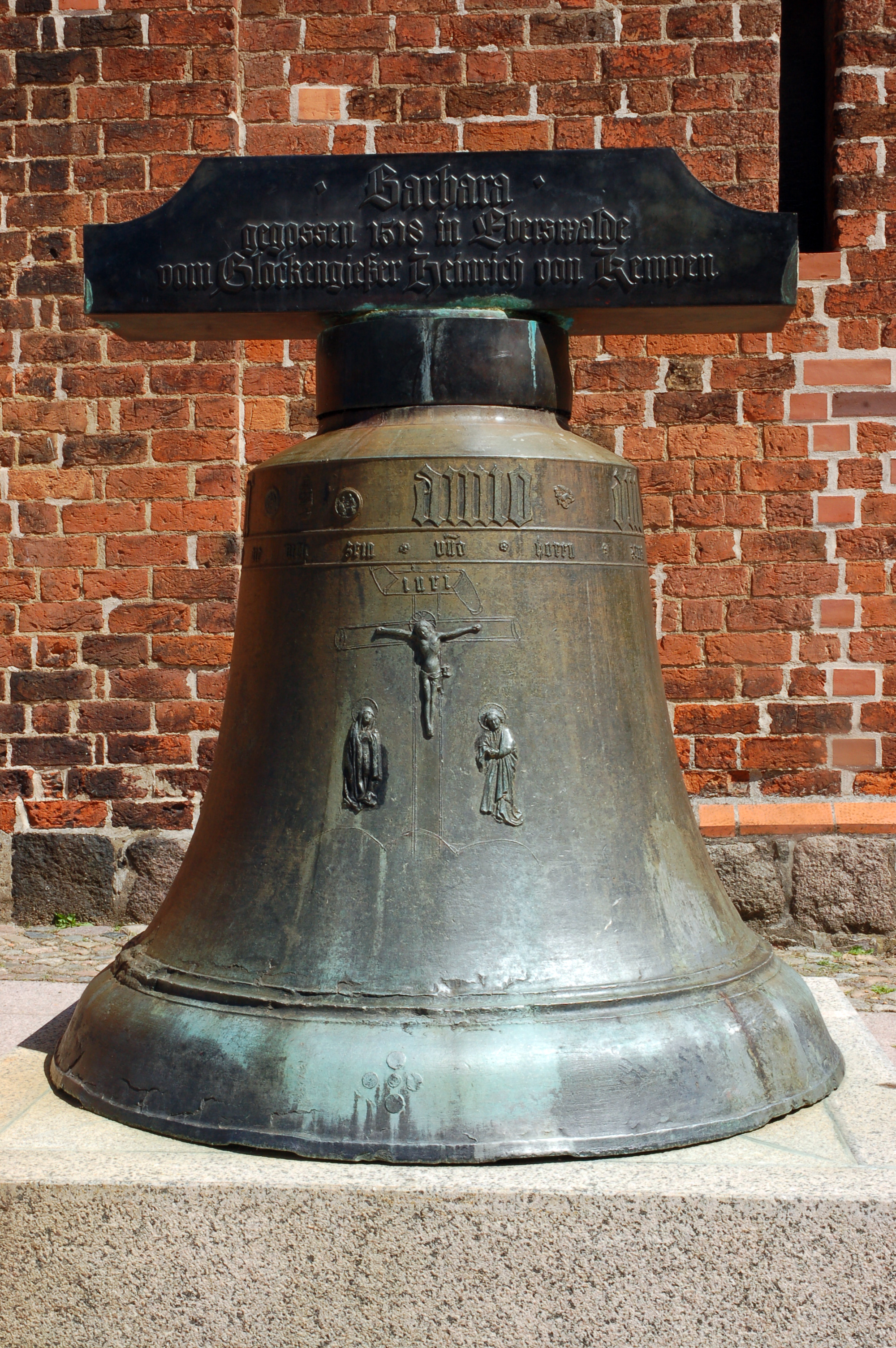
Dzwon stojący pod kościołem
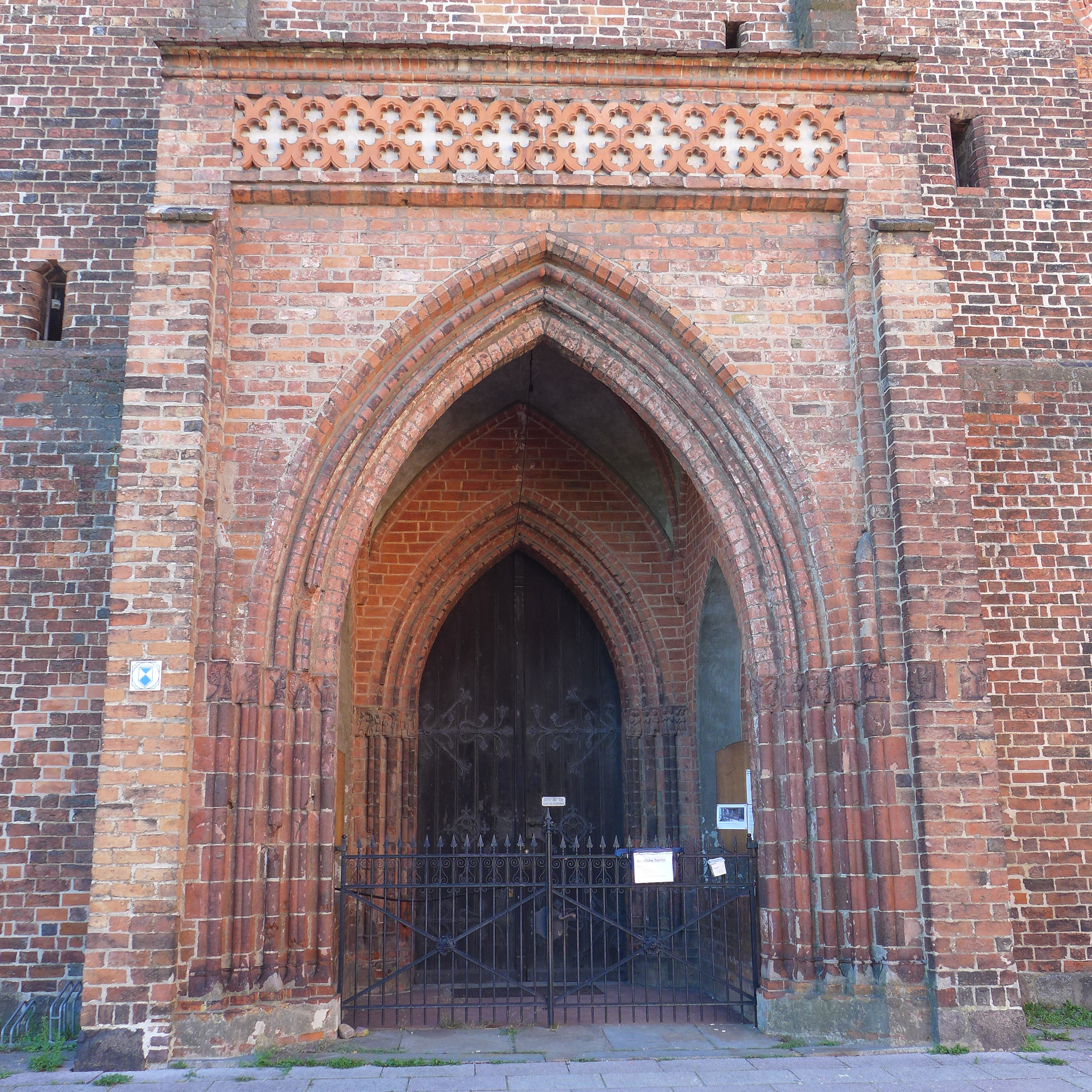
Wejście główne
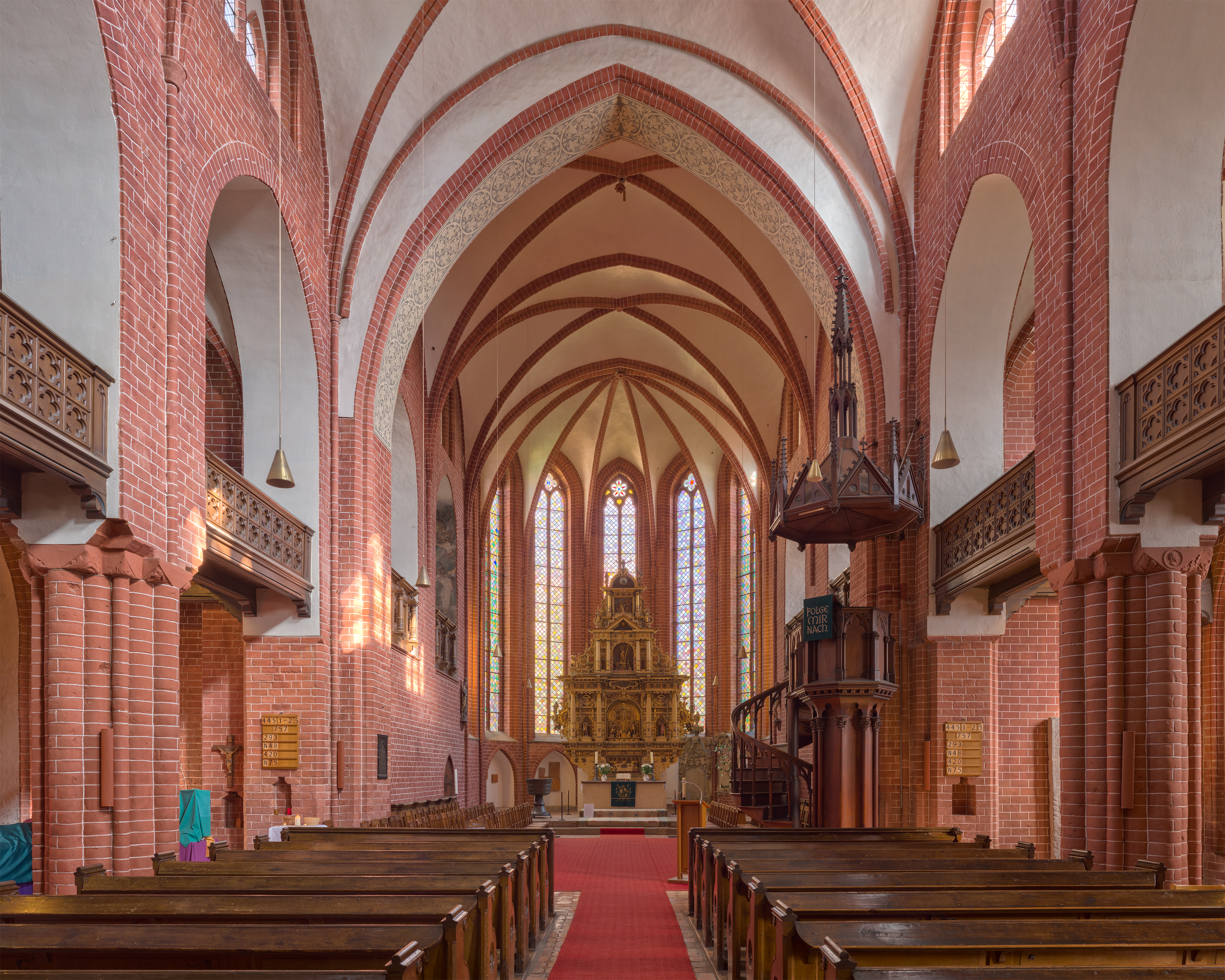
Wnętrze kościoła
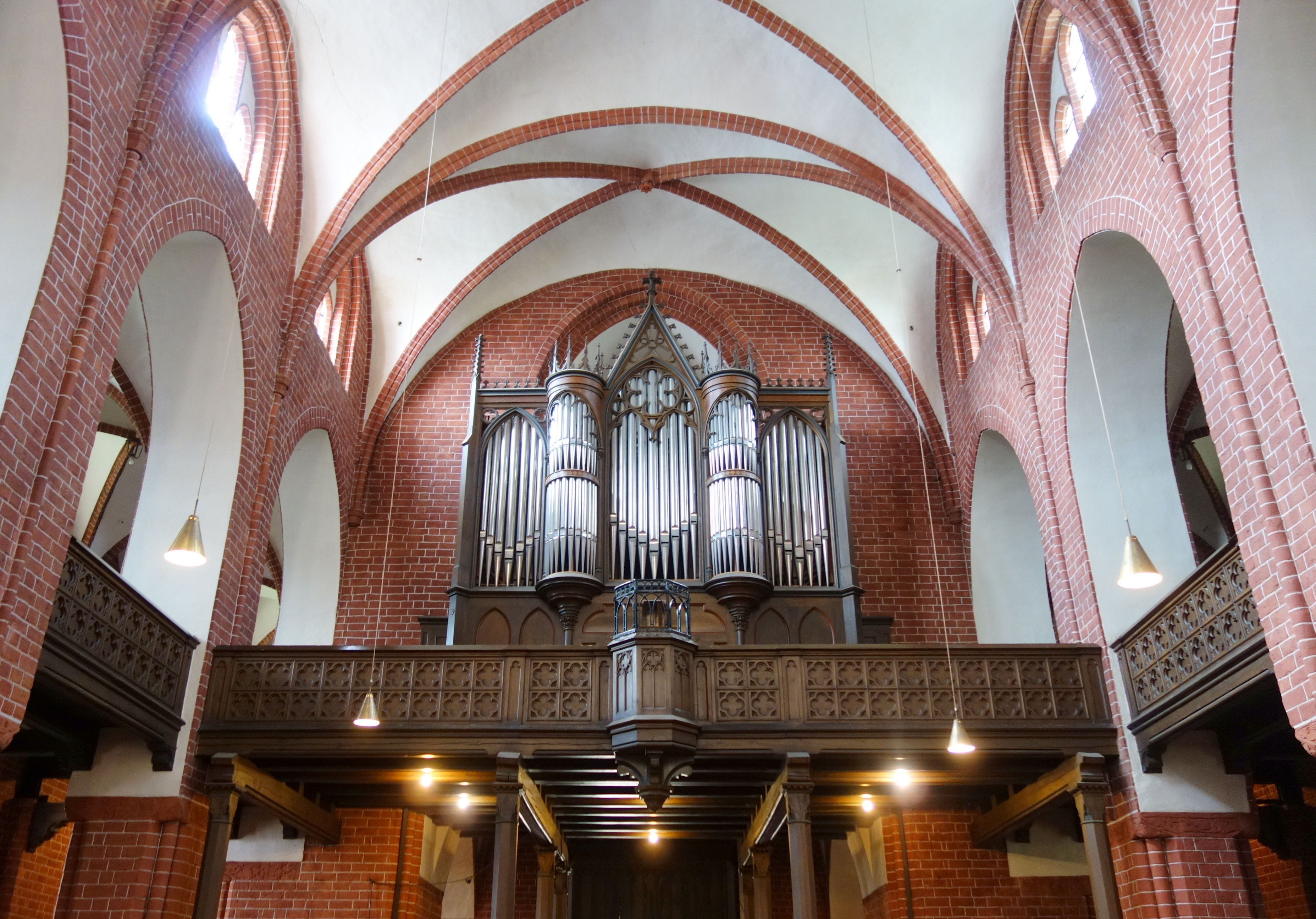
Chór i organy
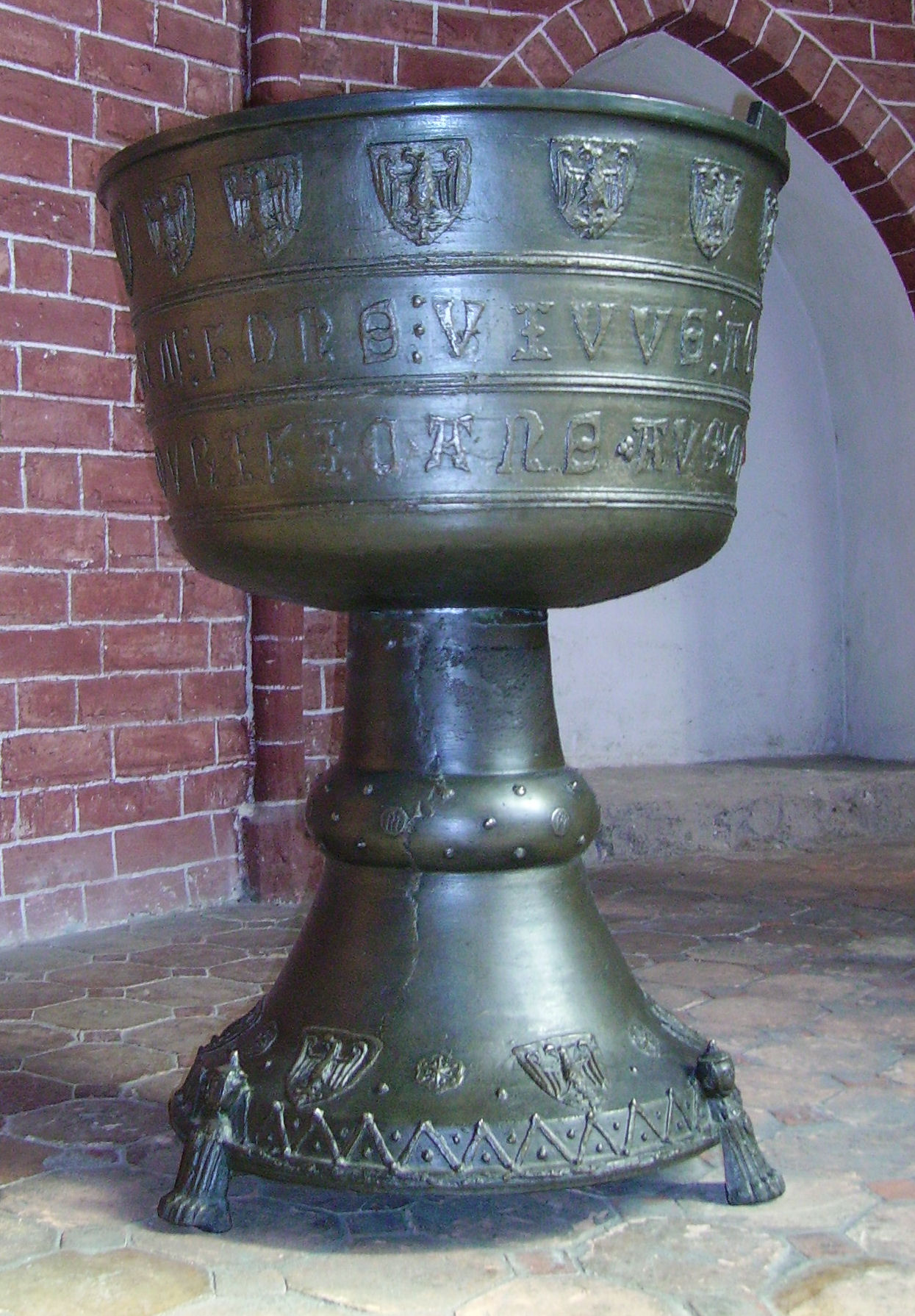
Zabytkowa chrzcielnica